# عبد العزيز بن محمد آل الشيخ
الشيخ عبد العزيز بن محمد بن إبراهيم بن عبد اللطيف بن عبد الرحمن بن حسن بن محمد بن عبد الوهاب (... - الجمعة 1 صفر 1426 هـ / 11 مارس 2005م) الابن الأكبر لمفتي المملكة العربية السعودية السابق الشيخ محمد بن إبراهيم بن عبد اللطيف آل الشيخ وأخوه الشيخ إبراهيم بن محمد آل الشيخ وزير العدل بالسعودية سابقا والشيخ عبد الله بن محمد بن إبراهيم آل الشيخ رئيس مجلس الشورى السعودي

## نسبه
الشيخ عبد العزيز من أسرة آل الشيخ المشهورة وهم من آل مشرف عشيرة من المعاضيد من فخذ آل زاخر الذين هم بطن من الوهبة من بني حنظلة من قبيلة بني تميم.

## مناصبه الحكومية
- مدير المكتبة السعودية
- نائب رئيس القضاة في حياة والده
- نائب رئيس الكليات والمعاهد العلمية
- أول مدير لجامعة الإمام محمد بن سعود الإسلامية
- رئيس عام هيئة الأمر بالمعروف والنهي عن المنكر
- مستشار خادم الحرمين الشريفين

## وفاته
توفي يوم الجمعة (1 صفر 1426 هـ / 11 مارس 2005م) بعد مرض عانى منه طويلا وقد ناهز التسعين عاما.

## أبناؤه
- الشيخ صالح بن عبد العزيز بن محمد آل الشيخ وزير الشؤون الإسلامية والأوقاف والدعوة والإرشاد.
- الشيخ عبد المحسن بن عبد العزيز بن محمد آل الشيخ وكيل الوزارة المساعد لشؤون المساجد بوزارة الشؤون الإسلامية والأوقاف والدعوة والإرشاد.
- الشيخ عمر بن عبد العزيز بن محمد آل الشيخ. (توفي شابًا)